# عمرو بن عدی

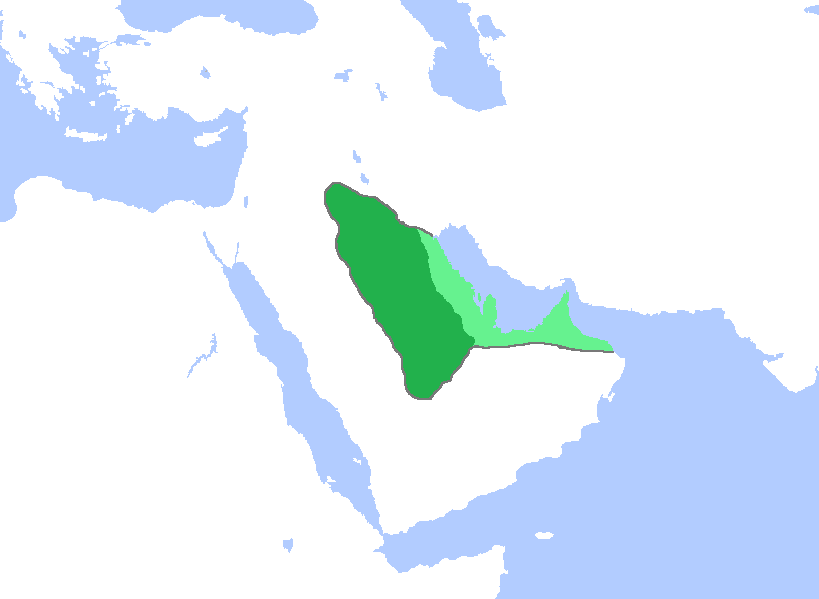
گسترهٔ فرمانروایی پادشاهی لخمیان در سدهٔ ۶م میلادی

عمرو بن عدی بن نصر بن رابعه (عربی: عمرو بن عدی بن نصر بن ربیعة، آوانگاری: ʿAmr ibn ʿAdī ibn Naṣr ibn Rabīʿa) پادشاه نیمه افسانه‌ای با وضعیت حیات نامعلوم لخمی حیره بود. آورده‌اند او با شاپور یکم نیز، هم‌دوره بود‌ه‌است.

## زندگی‌نامه
بیشتر جزئیات زندگی او اختراعات افسانه ای و بعدها است. به گفته شارل پلا، با تار شدن واقعیت تاریخی این شخصیت و وقایع [...] مبهم شد، افسانه از نام او برای تعیین زمان وقایع جابجا شده از دنباله تاریخی آنها و داستانهای اختراع شده استفاده کرد. توضیح ضرب المثل‌هایی که غیرقابل درک شده بودند.

## مانویت
عمرو برجسته‌ترین حامی آیین مانوی بود و به مانوبان پناه داد و توانست نرسه را متقاعد کند تا به آزار و شکنجه مانویان پایان دهد. با این حال، آزار و شکنجه مانویان پس از مرگ نرسه از سرگرفته شد و این پادشاهی لخمی حمایت خود از مانویان را از سر گرفت.